# Хвърчащата класна стая
Хвърчащата класна стая (на немски: Das fliegende Klassenzimmer) е детски роман на Ерих Кестнер. Написан е през 1933 година. Разказва се за пет момчета, ученици в осми клас на училището-пансион в Кирхберг.

## Сюжет
Авторът започва романа като герой и накрая се среща с един от героите – Йонатан (Джони) Троц. Главните герои са още четирима осмокласници - Матиас Зелбман (Мац), Ули фон Симерн, Себастиан Франк, Мартин Талер, както и училищният възпитател доктор Йохан Бьок (Юстус) и тайнственият приятел на момчетата, който впоследствие се оказва най-големия приятел на Юстус – Непушача. 
Историята обхваща последните няколко учебни дни преди Коледа и се състои от отделни епизоди. 
Докато петимата съученици репетират пиесата „Хвърчащата класна стая“, написана от Джони за предстоящото коледно парти, научават, че техният съученик Руди Кройцкам, син на учителя по немски, е отвлечен заедно с тетрадките с диктовки от класа на баща си от ученици от традиционно враждебната реална гимназия и държан в плен в мазе. Очертава се битка между двете училища. Непушачът предлага най-силният ученик от реалната гимназия (момче на име Ваверка) да се бие с най-силния ученик от гимназията (Мац) и победителят от битката трябва да бъде и победителят в училищната война. Мац печели битката, но реалистите нарушават думата си и не освобождават пленника. В започналия бой със снежни топки петимата гимназисти използват сила, за да освободят своя съученик Руди, но откриват, че тетрадките с диктовки са изгорени пред очите на пленника. Следва разпит на децата от техния възпитател д-р Бьок (Юстус), който обаче разбира причините за незаконното им излизане от училището и се въздържа от строго наказание, защото се възхищава на смелостта на децата. Юстус им разказва история от собственото си детство в пансион и за свой приятел, когото е загубил. Мартин и Джони се досещат, че старият приятел на д-р Бьок е Непушача и срещат двамата.
Мартин рисува картина, наречена „След десет години“, в която рисува себе си на капрата на колесница с шест коня, возещ своите родители в далечна, южна страна. Планира да подари картината на родителите си за коледните празници, но получава писмо от тях, че не могат да му изпратят пари, за да се прибере в къщи.
Ули, най-малкото момче, решава да направи нещо, което да премахне репутацията му на страхливец. Неговият най-добър приятел, Мац, в миналото го е насърчавал да направи нещо лудо, за да спечели уважението на съучениците си. Мац обаче е ужасѐн, когато вижда Ули да скача от висока гимнастическа стълба, използвайки чадър като парашут. Ули се срива на земята и изпада в безсъзнание. Тъй като момчетата знаят, че Непушачът е бил лекар, те го водят и той успокоява страховете им, че Ули е мъртъв. Той обаче има счупен крак. Ули наистина печели уважението на своите съученици.
Мартин се опитва да скрие, че няма пари да се прибере в къщи за ваканцията, но д-р Бьок разбира и му дава пари. След като се прибира у дома, Мартин рисува картина, в която Бьок е изобразен като ангел. Родителите на момчето изпращат картината на д-р Бьок с писмо, в което майка му благодари за „живия подарък“, който им е изпратил за Коледа.

## Герои
- Матиас Зелбман - приятел на Ули. Иска да стане боксьор. Постоянно яде.[4]
- Ули фон Симерн - дребно русо момче. Приемат го страхливец, но накрая доказва смелостта си.
- Себастиан Франк - ученик, който се занимава с физика.[5] Приятел на Джони, Мартин и Фридолин.
- Мартин Талер - първенецът на класа. Приятел на Джони. Родителите му не са в състояние да му изпратят пари, за да се прибере у дома за Коледа. Накрая се прибира с помощта на Юстус, който му дава пари. Обича да рисува.[5]
- Йонатан (Джони) Троц - приятел на Мартин. Роден в Ню Йорк от баща германец и майка американка. Изоставен от родителите си, когато е на четири години. Осиновен е от капитана на кораба, с който е изпратен в Германия. Пише разкази, приказки, драми и истихове.[6]
- Д-р Йохан Бьок - възпитател в училището. Самият той, както и Непушача, е възпитаник на училището.